# Académie des lettres du Québec
Pour les articles homonymes, voir ALQ.
L’Académie des lettres du Québec (ou ALQ) est une association québécoise réunissant des écrivains et des intellectuels de toutes disciplines et ayant pour objectifs de servir et de défendre la langue et la culture d'expression française ainsi que la place de la littérature dans la société québécoise. Le siège social est situé à Montréal.
Cette société compte 50 sièges, dont 40 sont actuellement occupés.

## Histoire
Le 9 décembre 1944, Victor Barbeau et un groupe d’écrivains en vue de l’époque fondent l’Académie canadienne-française ayant pour objectifs de servir et de défendre la langue et la culture d'expression française et la place de la littérature dans la société canadienne et québécoise. 
L'organisation devient l'Académie des lettres du Québec en 1992.
Le fonds d'archives de l'Académie canadienne-française est conservé au centre d'archives de Montréal de Bibliothèque et Archives nationales du Québec.

## Prix décernés par l'Académie
- Prix Victor-Barbeau
- Prix Alain-Grandbois
- Prix Ringuet
- Prix Marcel-Dubé
- Médaille annuelle
- Prix Molson du roman (1983-1994)

## Membres

### Fondateurs

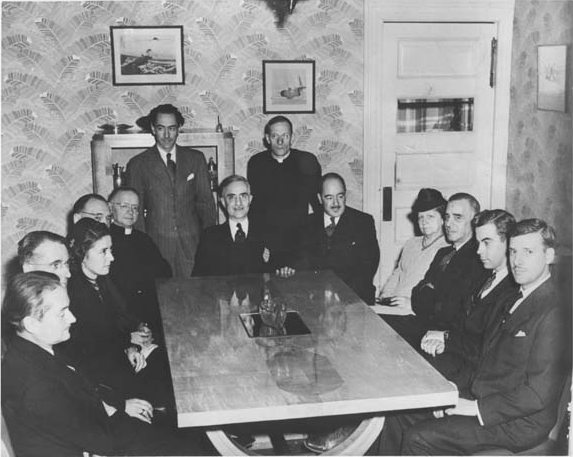
Membres de l'Académie canadienne-française lors de la réunion de fondation tenue à Montréal le 8 décembre 1944. De gauche à droite: Alain Grandbois, P. Gustave Lamarche c.s.v., Rina Lasnier, Robert Rumilly, l'abbé Lionel Groulx, Victor Barbeau, Philippe Panneton, Marie-Claire Daveluy, Léopold Desrosiers, Guy Frégault, Robert Charbonneau. Debout: Robert Choquette et François Hertel.

- Marius Barbeau
- Victor Barbeau
- Roger Brien
- Robert Charbonneau
- Robert Choquette
- Marie-Claire Daveluy
- Léo-Paul Desrosiers
- Guy Frégault
- Alain Grandbois
- Lionel Groulx
- François Hertel
- Louis Lachance
- Gustave Lamarche
- Rina Lasnier
- Philippe Panneton
- Robert Rumilly

### Décédés
- André Barbeau
- Gérald A. Beaudoin
- Gérard Bessette
- Marie-Claire Blais
- Roméo Boucher
- Michel Brunet
- René de Chantal
- Jean-Claude Corbeil
- Pierre de Grandpré
- Marcel Dubé
- Roger Duhamel
- Fernand Dumont
- Jean Éthier-Blais
- Jean-Charles Falardeau
- Jean-Louis Gagnon
- Germaine Guèvremont
- Naïm Kattan
- André Laurendeau
- Claude Lévesque
- Louise Maheux-Forcier
- Andrée Maillet
- Reine Malouin
- Clément Marchand
- Émile Martel
- Réginald Martel
- Jean Ménard
- Émile Ollivier
- Hubert Reeves
- Léopold Richer
- Simone Routier
- Edmond Robillard
- Jean Royer
- Fernande Saint-Martin
- Lori Saint-Martin
- Paul Toupin
- Marcel Trudel
- Jean-Pierre Wallot

### Actifs
- Bernard Andrès
- Martine Audet
- Jacques Beauchemin
- Yves Beauchemin
- Éric Bédard
- Paul Bélanger
- Lise Bissonnette
- Gérard Bouchard
- Michel Marc Bouchard
- Nicole Brossard
- Micheline Cambron
- Daniel Canty
- Louis Caron
- Paul Chamberland
- Jean-Paul Daoust
- Monique Deland
- Joël Des Rosiers
- Denise Desautels
- Hélène Dorion
- Louise Dupré
- Jacques Folch-Ribas
- Danielle Fournier
- Carole Fréchette
- Madeleine Gagnon
- Lise Gauvin
- Suzanne Jacob
- Louis Jolicoeur
- Laurier Lacroix
- Robert Lalonde
- Marie-Andrée Lamontagne
- Georges Leroux
- Paul Chanel Malenfant
- Catherine Mavrikakis
- Madeleine Monette
- Pierre Nepveu
- Pierre Ouellet
- Gilles Pellerin
- Monique Proulx
- Rober Racine
- Diane Régimbald
- Rodney Saint-Eloi
- Sherry Simon
- France Théoret
- Serge Patrice Thibodeau
- André Vanasse

### Émérites
- Jacques Allard
- Jean-Louis Baudoin
- André Brochu
- Gilbert Choquette
- Jean-Pierre Duquette
- Jacques Godbout
- Monique LaRue
- Yvan Lamonde
- Antonine Maillet
- Madeleine Ouellette-Michalska
- Jean-Guy Pilon
- André Ricard